# Believer (groupe)
Pour les articles homonymes, voir Believer.
Believer est un groupe de thrash metal technique américain, originaire de Colebrook, Pennsylvanie. Il est formé en fin des années 1980 et actif au début des années 1990, mélangeant les éléments sonores du thrash et du metal progressif. Believer est connu par son utilisation d'éléments symphoniques du thrash metal. Leurs paroles s'inspire de la philosophie, de la théologie et des problèmes sociaux.
Les deux premiers membres sont le chanteur et guitariste Kurt Bachman et le batteur Joey Daub, qui sont par la suite rejoints par d'autres membres pour leur premier album, Extraction from Mortality. Le groupe signe ensuite au label Roadrunner Records, et au label chrétien R.E.X. Records. Selon AllMusic, de nombreux magazines ont bien accueilli leur second album Sanity Obscure. Ils participent à une tournée européenne avec Bolt Thrower l'année suivante. Believer se dissout en 1994 ; cependant, en mars 2005, Daub annonce la reformation du groupe par lui et Bachman.
Le 18 novembre 2008, Blabbermouth.net annonce la signature de Believer au label Metal Blade Records. Leur quatrième album est intitulé Gabriel (en) et publié le 17 mars 2009. Une version non masterisée de la chanson Medwton est jouée à la Radio Bam de Bam Margera le 17 novembre. L'album présente les musiciens invités Rocky Gray de Living Sacrifice et Deron Miller de CKY jouant de la guitare solo et Howard Jones (Killswitch Engage) au chant.

## Biographie

### Formation etExtraction from Mortality(1985-1989)
Believer est formé à Colebrook, en Pennsylvanie en 1985, sous le nom de Deceiver, par le batteur Joey Daub et le chanteur et guitariste Kurt Bachman. Le groupe est rejoint par Howe Kraft (basse) et David Baddorf (guitare). Le groupe débute dans le metal symphonique et enregistre sa cassette The Return en 1987. Plus tard, Believer change son style musical pour le thrash metal, comme l'explique le groupe : « On a réalisé qu'on pouvait faire aussi bien du thrash metal que n'importe quoi d'autre. »
Au lycée, le leader du groupe Kurt Bachman fait la rencontre de Scott Laird, qui étudiait en première année dans la musique. Lorsque Believer enregistre le titre principal de son premier album studio, il demande à Laird de composer une intro orchestrale pour la chanson. En 1989, Believer signe au label R.E.X. Records qui publie son premier album intitulé Extraction from Mortality. L'album est distribué dans les marchés chrétiens, et Believer, gagnant en popularité, se voit rapidement reconnu dans le domaine musical chrétien. La chanson Not Even One apparaît sur la compilation At Death's Door du label Roadrunner Records en 1990, principalement composée de titres death metal. Believer se forge un nom dans la scène metal et est par la suite signé au label Roadrunner.

### Sanity Obscure,Dimensionset séparation (1990-1994)
En 1990, Howe Kraft est remplacé par Wyatt Robertson, et Believer enregistre leur second album intitulé Sanity Obscure, plus technique que son prédécesseur. Believer continue à travailler aux côtés de Scott Laird,et incorpore plus d'éléments symphoniques sur la chanson Dies Irae (Day of Wrath). La sœur de Scott Laird, Julianne Laird Hoge, est la soprano de la chanson. Sanity Obscure présente le thème de l'anti-pollution avec la chanson Nonpoint, et le thème anti-drogue avec la chanson Stop the Madness, publiée en tant que single avec la chanson reprise Like a Song du groupe U2. Sanity Obscure est publié pour la première fois par R.E.X. Records sur le marché chrétien, puis un an plus tard par Roadrunner Records sur le marché général. L'album se popularise plus que le premier album de Believer ; après la parution de leur album, le groupe participe à une tournée britannique avec Bolt Thrower et le groupe canadien de death metal Sacrifice. Les groupes Cynic et Pestilence ayant rejoint les rangs du label, Roadrunner Records lance une campagne metal progressif/thrash appelée The Breed Beyond, avec Believer.
Wyatt Robertson et David Baddorf quittent Believer avant que le groupe ne commence l'enregistrement de son troisième album. Jim Winters se joint à la basse et joue également quelques morceaux de guitare pendant les sessions d'enregistrement. En 1993, Believer fait paraître son album le plus technique, progressif, et ambitieux intitulé Dimensions. Kurt Bachman jouait autrefois de la guitare dans le groupe de metal industriel nommé Under Midnight, ce qui a possiblement influencé les effets sonores industriels sur l'album Dimensions. Les paroles se centrent sur les paradoxes philosophiques et théories de Sigmund Freud, Thomas J. J. Altizer, Ludwig Feuerbach et Jean-Paul Sartre sur l'existence de Dieu. L'album inclut par ailleurs une piste déclinée en quatre parties, Trilogy Of Knowledge, clôturant l'album. Cette dernière inclut des éléments de musique classique comme du violon, du violoncelle et du chant lyrique.
Pendant les années qui suivent, Bachman et Daub travaillent sur la production sonore dans leurs studios, Trauma Studios, de Pennsylvanie pour des groupes tels que Turmoil et Living Sacrifice. Par la suite, Bachman continue ses études en médecine, tandis que Daub continue dans l'industrie musicale. Plus tard, dans les années 1990, Daub devient batteur dans le groupe de metal progressif Fountain of Tears (sk).

### Retour etGabriel(2005-2009)
En 2005, Joey Daub lance une information sur son site Internet, joeydaub.com, le début des compositions pour Believer avec Bachman. Cette annonce a été largement médiatisé sur de nombreux sites spécialisés, dont Blabbermouth qui nomme Believer « le groupe de thrash metal technique à la fin des années 1980 et débuts '90 qui nous a le plus manqué. » Dansu ne entrevue, Bachman explique qu'il s'est beaucoup plus rapproché du studio dans lequel vivait Joey Daub. Daub travaille sur un nouvel album de Fountain of Tears et invite Bachman pour qu'il l'aide.
Le groupe commence ses travaux sur un nouvel album et achève la pré-production de nouvelles chansons en novembre 2007. Le 21 octobre 2007, Believer lance sa page officielle MySpace. Le catalogue musical du groupe est de nouveau publié par le label polonais Metal Mind Productions. Blabbermouth rapporte le début des enregistrements le 24 novembre, les morceaux de batterie terminés le 30 novembre, les morceaux de basse achevé le 28 janvier 2008, et les morceaux de guitare rythmique achevés le 18 février. Le groupe annonce le 7 avril, la présence d'« invités talentueux » pour l'album. Dix jours plus tard, Deron Miller de CKY annonce sa participation au chant pour l'album de Believer. Il commente que « Believer a été l'un de mes groupes préférés pendant 20 ans, alors c'est vraiment excitant. Écouter ces trois albums qu'ils ont fait dans les années '90... du travail de génie. » Le 13 août, Joe Rico du groupe Sacrifice, avec qui Believer a joué dans les années 1990, et Rocky Gray de Living Sacrifice sont annoncés dans l'album.
Le 18 novembre 2008, Blabbermouth annonce la signature de Believer au label Cesspool Recordings, une empreinte musicale de Metal Blade Records, dirigé par Howard Jones de Killswitch Engage. Jones transmet les coordonnées du groupe à Slagel qui aurait apparemment répondu « Believer? absolument, c'est parti! »
Le quatrième album du groupe, intitulé Gabriel est publié le 17 mars 2009 aux États-Unis et au Canada, et entre le 9 et le 15 avril partout ailleurs. La formation de l'album se compose de Kurt Bachman (chant, guitare), Joey Daub (batterie), Jeff King (clavier, de Fountain of Tears), Kevin Leaman (guitare), et Elton Nestler (basse). Scott Laird (violon), Jim Winters (guitare) et William Keller, qui avaient auparavant joué dans le groupe, contribue également à la session d'enregistrement. Une version non masterisée de Medwton de l'album est jouée en avant-première au Radio Bam de Bam Margerale 17 novembre. Le single Focused Lethality est publié le 13 février. La chanson n'est pas sans rappeler le style musical du premier album . Le second single Stoned est commercialisé le 12 mars. L'album, quant à lui, est positivement accueilli. Le groupe participe à plusieurs shows après la parution de l'album.

### Transhuman(depuis 2010)
Le 15 août 2010, Believer annonce une suite de leur album Gabriel. Bachman explique « encore une fois, les musiques sont quelque peu différentes. » L'enregistrement est achevé le 8 décembre 2010. En décembre 2012, ils annoncent leur entrée en studio par le biais d'une vidéo de 17 minutes. Du début de 2013 jusqu'à 2014, le bassiste Jeff King souffre d'un très sévère cas d'ulcerative colitis, une maladie auto-immune ; les membres se regrouperont le plus souvent à l'hôpital pour le soutenir.

## Membres

### Membres actuels
- Joey Daub - batterie (1986-1994, depuis 2005)[1]
- Kurt Bachman - chant, guitare (1986-1994, depuis 2005), basse (depuis 2010)[1]
- Kevin Leaman - guitare (depuis 2005)[1]
- Jeff King - claviers, programmation (depuis 2005)[1]

### Anciens membres
- Howe Kraft - basse (1986-1989)[1]
- Dave Baddorf - guitare (1986-1992)[1]
- Wyatt Robertson - basse (1989-1992)[1]
- Jim Winters - basse, Guitars (1992-1994)[1]
- Scot Laird - violon (1993-?)[1]
- Elton Nestler - basse, programmation (2005-2010)[1]

## Discographie
- 1987 : The Return (démo)
- 1989 : Extraction from Mortality
- 1990 : Sanity Obscure
- 1993 : Dimensions
- 2007 : The Chosen Live (live)
- 2009 : Gabriel
- 2011 : Transhuman